# Dompap
Dompap (Pyrrhula pyrrhula) er en 16 centimeter stor fugleart i familien finker. Dompappen findes oftest i blandede nåle- og løvskove samt i store haver, i parker eller på kirkegårde. Tit ser man den i toppen af et træ, eller man hører dens karakteristiske bløde og vemodige fløjt. I Danmark er den en ret almindelig ynglefugl, og landet gæstes i vinterhalvåret af dompapper nordfra.

## Udseende og kendetegn
Næbbet er sort, kort og kegleformet. Hannen er på undersiden rød, mens hunnen er brun. Begge køn har sort kalot og en iøjnefaldende hvid overgump, der især ses i flugten. Halen og vingernes svingfjer er sorte.
Ungfuglene er brune og mangler den sorte kalot indtil september måned. I denne første tid kendes de derfor bedst på deres hvide overgump.
Et godt kendetegn er artens bløde, vemodige fløjt, der kan gengives som djyy i faldende tonehøjde.

## Udbredelse
Dompap er udbredt i alle europæiske lande på nær Island. Den findes desuden i dele af Mellemøsten og i et bredt bælte gennem Asien helt til stillehavskysten og Japan.
Arten indvandrede til Danmark i første halvdel af 1900-tallet, hvor den dels bredte sig sydfra op gennem Jylland og dels østfra. Fuglene sydfra tilhørte underarten lille dompap (Pyrrhula pyrrhula europaea), mens dem østfra var af nominatformen stor dompap (P. p. pyrrhula). De to underarter ligner hianden til forveksling og har desuden dannet mellemformer. Dompap er nu en ret almindelig ynglefugl, hvis antal dog varierer meget fra år til år.

## Føde
Dompappen finder oftest sin føde i vegetationen, men kan også fouragere på jorden. Føden består af frø fra flere eksempelvis ask, syren, ahorn, birk, stor nælde og pileurt samt om efteråret også enebær og rønnebær. I år med lav frøsætning kan arten i en stor del af vinteren og hen på foråret leve af løvtræernes og lærkens knopper. Om foråret tager den også en del insekter, hvilket desuden indgår i ungernes foder.

## Ynglebiologi
Han og hun holder sammen hele året og danner par i hele deres levetid, hvilket i gennemsnit er fire år.
Dompappen bygger typisk sin rede i graner og lægger 4-6 æg i slutningen af april eller begyndelsen af maj måned. Æggene udruges i løbet af 13 døgn, og ungerne er flyvefærdige efter 16-18 dage, men holder sig gerne i nærheden af forældrefuglene i såkaldte familiegrupper.